# Trapezunti Császárság
A Trapezunti Császárság 1204-ben jött létre, miután V. (Dússzemöldökű) Alexiosz feladta Konstantinápolyt.
I. (Komnénosz) Andronikosz és IV. (Építő) Dávid grúz király unokája, I. Alexiosz Megasz Trapezuntban (ma Trabzon, Törökország) rendezte be császári székhelyét, és utódai uralták néha Komnénosz Birodalomnak is titulált országát egészen annak bukásáig. A kis császárság Kis-Ázsia északkeleti partvidékének vékony sávját (1214-ig Szinopéig, majd mind kisebb területen), illetve rövid ideig a Krím déli részét és Kercs városát uralta.
A parányi ország azzal élte túl utódállam-versenytársait (Epiruszi Despotátus, Nikaiai Császárság, sőt maga a Bizánci Birodalom), hogy ellenfeleit ügyes politikával kijátszotta egymás ellen, illetve a császári családba tartozó lányok kiházasításával is ügyesen operáltak az egyes császárok. Például III. Mánuel (1390-1416) Timur Lenkkel lépett szövetségre, így hasznot húzhatott törökök felett aratott győzelméből. Fia, IV. Alexiosz (1416-1429) egyik lányát a Fekete Juh–türkök törzsének kánjához, másik lányát a Fehér Juh–türkök sahjához, a harmadikat pedig VIII. János bizánci császárhoz adta (az említett türk törzsek Timur Lenk támadása (1402) után uralták a Közel-Kelet nagy részét kb. 80 évig, amikor is az oszmán törökök hódoltatták őket).
IV. János (1429-1459) már kénytelen volt harcolni az oszmánokkal: II. Murád 1442-ben a tenger felől próbálta elfoglalni a fővárost, ám az erős hullámverés meghiúsította tervét, és támadását visszaverték. Később, amíg II. Mohamed éppen Nándorfehérvár ostromával bajlódott (1456), Amazeia török pasája ismét támadott. Noha a Császárság túlélte a csapást, a törökök sok foglyot ejtettek, és jelentős sarcot szedtek be. János császár a következő támadásra szövetség kialakításával készült: ekkor adta lányát a Közel-Keletet éppen uraló Fehér Juh–türkök urához annak fejében, hogy az megvédi országát, illetve kicsikarta Szinope és Karamania török uraitól illetve a grúz fejedelmektől és királyoktól a segítség ígéretét. János halála után fivére, Dávid került a trónra, aki rosszul használta fel szövetségeseit. A császár különféle nyugati hatalmakkal kapcsolatban szőtte terveit, és irreális elképzelésekről beszélt, melyek többek között Jeruzsálem visszafoglalását is tartalmazták. II. Mohamed természetesen hallott ezekről a tárgyalásokról, és csak elősegítette támadásba lendülését, amikor Dávid a IV. Jánostól Murád által elszedett sarcot követelte vissza. A szultán hamarosan cselekedett: 1461-ben tekintélyes méretű sereggel indult Bursából. Először Szinope emírjét semlegesítette, majd tönkreverte a türköket. Az egyedül maradt Trapezuntot, amelynek alig volt ideje ellenintézkedéseket tennie, villámgyorsan megostromolta, és Dávid augusztus 15-én megadta magát.
II. Mohamed az utolsó görög császárt a Komnénosz-ház többi férfi tagjával egyetemben kivégeztette.